# Эгильмар II

Графство Ольденбург на карте Германии в XII веке

Эгильмар II (нем. Egilmar II.) (р. ок. 1085, ум. до 1145) — граф Ольденбурга в 1108—1142 годах. Сын Эгильмара I и Рихенцы, дочери Иды фон Эльсдорф и её второго мужа Дедо, графа фон Дитмаршен, или третьего мужа — Этелера фон Дитмаршен.

## Биография
При Эгильмаре II владения Ольденбурга расширились до Фризии.
В 1112 году он пытался оспорить у графов Штаде право на наследство своей бабки — Иды фон Эльсдорф, но безуспешно. Однако возможно, что какие-то земли удалось получить.
Женой Эгильмара II была Эйлика, дочь и наследница Генриха, графа Верль-Ритбергского, и Беатрисы фон Хильдрицхаузен, внучка графа Конрада фон Верль и Мехтильды фон Нортгейм — с одной стороны, Генриха II фон Арнсберг, графа Ритберга, и Беатрисы Швабской — с другой стороны.
Дети:
- Генрих I (ок. 1122—1167), граф Ольденбурга, Бруххаузена и Вилдесхаузена
- Христиан I (ок. 1123—1167), граф Ольденбурга
- Беатриса (ок. 1124 — до 1184), с 1150 жена Фридриха фон Амфурт
- Эйлика (ок. 1126—1189), жена графа Генриха фон Текленбург
- Оттон (ок. 1130—1184) — пробст в Бремене.